# 雨竜駅
雨竜駅（うりゅうえき）は、かつて北海道雨竜郡雨竜町満寿にあった日本国有鉄道（国鉄）札沼線の駅（廃駅）である。事務管理コードは▲120208。

## 歴史
- 1931年（昭和6年）10月10日 - 札沼北線石狩沼田 - 中徳富（初代、現在の新十津川）開通に伴い開業[3]。一般駅[1]。
- 1943年（昭和18年）10月3日 - 太平洋戦争激化にともない不要不急線として休止[1]。
- 1953年（昭和28年）11月3日 - 札沼線浦臼 - 当駅間復活に伴い営業再開（終着駅となる）[1]。
- 1956年（昭和31年）11月16日 - 当駅 - 石狩沼田間復活により札沼線が全線復旧[1]。
- 1972年（昭和47年）6月19日 - 札沼線新十津川 - 石狩沼田間廃止に伴い廃駅となる[1]。

## 駅構造
地上駅で、廃止時まで駅員が配置されていた。
駅舎は札幌に向かって左手の東側に設置され、駅舎前に単式ホーム1面1線と副本線、副本線の外側に保線用側線1本、駅舎横札幌側の貨物ホームへ引込線1本を有していた。

## 駅跡
物置小屋が残る他、駅があったことを記念する石碑が立っている。また旧構内には、現役当時の腕木式信号機が残されているが、状態は悪い。

## 隣の駅
日本国有鉄道
札沼線
北上徳富駅 - <南雨竜仮乗降場> - 雨竜駅 - <中雨竜仮乗降場> - 石狩追分駅